# Cip e Ciop
Chip e Ciop (Chip 'n Dale) sono due personaggi immaginari dei cartoni animati e dei fumetti della Disney.

## Caratterizzazione dei personaggi
Il nome inglese Chip 'n' Dale è un gioco di parole basato sul nome del celebre mobiliere "Chippendale". Fu suggerito da Bill "Tex" Henson, uno degli artisti della Walt Disney. Sono due scoiattoli striati antropomorfi. Nella loro prima apparizione — nel cortometraggio Pluto soldato — erano sia fisicamente che caratterialmente molto simili ma già dalla successiva acquisirono ciascuno delle peculiarità specifiche. Cip ha un piccolo naso nero e la voce più acuta, mentre Ciop ha un grande naso rosso e due denti molto sporgenti; Cip è la "mente" del duo, prende sempre l'iniziativa ed è l'ideatore dei piani, mentre Ciop è pigro, goloso e imbranato, con un'indole più ingenua e bonaria. I due scoiattoli abitano all'interno di un albero cavo alla periferia di Paperopoli, ma qualche volta si spingono in città o nella fattoria di nonna Papera.

## Filmografia
Esordirono nel corto Pluto soldato del 1943, dove si contrapponevano a Pluto, giocandogli dei brutti scherzi. Assunsero i nomi propri e le differenti connotazioni solo con il corto Chip an' Dale del 1947, dove si contrapponevano a Paperino. Essi continuarono a comparire nei cartoni animati, di solito importunando e terrorizzando Paperino fino alla metà degli anni 1950. In L'uovo, questo sconosciuto sono intenti a raccogliere ghiande e Ciop si avvicina a delle uova scambiandole per ghiande più grandi: quando se ne schiude uno, Ciop sarà costretto a fingersi anche lui un pulcino per sottrarsi all'ira del gallo. In Due scoiattoli e una miss, del 1951, Cip e Ciop si contendono le grazie della scoiattolina Clarice, un'artista della Acorn Club. Dopo una dura lotta, Clarice li considererà a pari merito. In Il bandito dell'albero solitario si ritrovano nel vecchio West e cercano di assicurare alla giustizia Pietro Gambadilegno.

### Elenco dei cortometraggi
- La recluta Pluto (Private Pluto, 1943)
- I cacciatori cacciati (Squatter's Rights, 1946)
- Paperino ha freddo (Chip an' Dale, 1947)
- La colazione di Paperino (Three for Breakfast, 1948)
- I monelli della foresta (Winter Storage, 1949)
- Operazione noci (All in a Nutshell, 1949)
- Battaglia tra i giocattoli (Toy Tinkers, 1949)
- L'asso del velocipede (Crazy Over Daisy, 1950)
- Paperino e gli scoiattoli (Trailer Horn, 1950)
- Pluto e gli scoiattoli in guanti bianchi (Food for Feudin', 1950)
- Paperino il potente potatore (Out on a Limb, 1950)
- L'uovo, questo sconosciuto (Chicken in the Rough, 1951)
- La battaglia del granturco (Corn Chips, 1951)
- Paperino pilota razzo (Test Pilot Donald, 1951)
- Paperino express (Out of Scale, 1951)
- Paperino e le mele (Donald Applecore, 1952)
- Gli allegri compari (Two Chips and a Miss, 1952)
- L'albero di Natale di Pluto (Pluto's Christmas Tree, 1952)
- I pirati dello zoo (Working for Peanuts, 1953)
- Il bandito dell'albero solitario (The Lone Chipmunks, 1954)
- Il drago e i paladini (Dragon Around, 1954)
- Il diabolico tronco (Up a Tree, 1955)
- Cip e Ciop all'abbordaggio (Chips Ahoy, 1956)

### Serie televisive animate
- Cip & Ciop agenti speciali (1989): in qualità di agenti, fanno squadra con i due topi, Scheggia (una inventrice da cui Cip e Ciop sono attratti) e Monterey Jack (un panciuto topo australiano che ha paura dei gatti e con la voglia continua di formaggio) e con il moscerino Zipper; i loro avversari comprendono un gatto, capo malavitoso, il perfido Gattolardo e i suoi scagnozzi, un gatto di strada, Sgrinfia, una lucertola, Wart, una talpa, Mole e un ratto, Snout. Incontrano anche un folle scienziato, il professor Norton Nimnul (in italiano Pandemonium). Le differenze nelle loro personalità diventano più pronunciate con Cip più serio e responsabile e Ciop più sciocco e indolente. È anche la prima volta in cui presentano voci diverse: mentre Cip conserva la voce originale dai toni acuti, quella di Ciop diventa più profonda e stridula. Per la prima volta, compaiono anche i vestiti, con Cip che indossa un giubbotto imbottito e una fedora (simile a quella di Indiana Jones) e Ciop che indossa una camicia hawaiana gialla e rossa (simile a quella di "Thomas Sullivan Magnum IV", il protagonista della serie Magnum, P.I.).
- Cip e Ciop Stories (2017): Cip e Ciop sono protagonisti di una serie spin-off di Topolino - Strepitose avventure.
- Cip e Ciop - Al parco (2021): Cip e Ciop sono due piccoli scoiattoli piantagrane che vivono mille avventure in un parco cittadino. Sempre alla ricerca di cibo, i due protagonisti sono spalleggiati da Pluto, Butch e altri personaggi Disney, mentre cercano di sfuggire dalle grinfie dei bulli. A differenza delle precedenti iterazioni dei personaggi, la serie è non verbale.

### Film
- Cip & Ciop agenti speciali (2022)

## Storia editoriale
In Italia la rivista intitolata a Cip & Ciop è stata pubblicata da Walt Disney Company Italia dal novembre 1989 fino al 2012. Mensile dedicato a bambini in età prescolare, conteneva giochi e storie a fumetti, di cui almeno una dedicata ai due scoiattoli, che comparivano sempre in copertina.
Nei fumetti, soprattutto di produzione statunitense, i due piccoli scoiattoli sono raffigurati come nei cartoni animati, ovvero dispettosi nei confronti di Paperino a cui combinano ripetuti scherzi.

## Altri media

### Videogiochi
- Cip e Ciop appaiono in Chip 'n Dale Rescue Rangers, prodotto dalla Capcom per il Nintendo Entertainment System e per il Game Boy nel 1990. Il sequel fu distribuito nel 1993.
- Cip e Ciop appaiono in Chip 'n Dale Rescue Rangers: The Adventure in Nimnul's Castle, prodotto dalla Hi Tech Expressions per MS-DOS nel 1990.
- Cip e Ciop sono i protagonisti di Walt Disney World Quest: Magical Racing Tour, un simulatore di guida del 2000 per diverse piattaforme.
- Nella serie Kingdom Hearts, Cip e Ciop risiedono nel Castello Disney, all'interno del garage delle Gummiship. Dopo aver fatto un cameo all'interno del primo episodio, svolgono un ruolo più importante in Kingdom Hearts II e appaiono in Kingdom Hearts Birth by Sleep. Sono assenti nel terzo capitolo nonostante appaiono le loro biografie.